# Issatchenkia orientalis
Issatchenkia orientalis Kudryavtsev – gatunek jednokomórkowych grzybów zaliczany do drożdży, jeden z częściej występujących w produktach spożywczych, czasami także grzyb chorobotwórczy.

## Systematyka i nazewnictwo
Pozycja w klasyfikacji według Index Fungorum: Issatchenkia, Saccharomycetaceae, Saccharomycetales, Saccharomycetidae, Saccharomycetes, Saccharomycotina, Ascomycota, Fungi.
Po raz pierwszy opisał go w 1960 r. Vladimir Ilich Kudryavtsev. Ma ponad 40 synonimów. Niektóre z nich:
- Candida acidothermophilum Y. Masuda, Ken. Kato, Y. Takayama, K. Kida & Meis. Nakan. 1975
- Candida brassicae Y. Amano, Goto & Kagami 1975
- Candida krusei (Castell.) Berkhout 1923
- Endoblastomyces thermophilus Odinzowa ex Kudryavtsev 1960
- Pichia kudriavzevii Boidin, Pignal & Besson 1966
- Saccharomyces krusei Castell. 1910

## Występowanie
Gatunek kosmopolityczny, występujący na wszystkich kontynentach poza Antarktydą. Jest jednym z gatunków drożdży częściej występujących na produktach spożywczych, występuje na powierzchni owoców i warzyw, izolowano go z fermentowanych produktów zbożowych i kiszonek paszowych, z dojrzewających serów i słabego alkoholowego napoju pozol. Występuje także jako komensal, normalny składnik mikrobioty na skórze ludzi, nie powodując żadnych objawów chorobowych. Jednak po fizycznym uszkodzeniu naturalnych barier ochronnych, lub w przypadku znacznego osłabienia odporności immunologicznej organizmu, może stać się patogenem powodującym wiele chorób zwanych kandydozami.

## Morfologia i rozwój
Grzyb jednokomórkowy o komórkach elipsoidalnych lub wydłużonych, występujących pojedynczo lub w parach, w pewnych warunkach mogą też tworzyć się proste pseudostrzępki. Rozmnaża się przez pączkowanie. Po 3 dniach hodowli na agarze słodowym w temperaturze 25 °C komórki są jajowate do wydłużonych, o wymiarach 2,2 do 4,3 na 3,2 do 9,3 µm. Kolonia ma kolor jasnokremowy i konsystencję masła. W płynnym ośrodku tworzy błonkę na powierzchni. Rozmnaża się też płciowo. Powstająca po koniugacji zygota daje początek szeregowi diploidalnych komórek, które zarodnikują, sprzężone worki powstają rzadko, jeśli w ogóle. W każdym trwałym, nieskoniugowanym worku tworzy się jedna lub dwie sferoidalne askospory.

## Fizjologia
Silnie fermentuje glukozę, nie fermentuje galaktozy, maltozy, sacharozy, laktozy, rafinozy ani trehalozy. Asymiluje związki węgla: glukozę, etanol, kwas mlekowy, cytryniany, bursztynian, zmiennie sorbozę, rybozę, D-glukozaminę, glicerynę, nie asymiluje azotanów i azotynów. Może rozwijać się na podłożu wolnym od witamin, czasami jednak niektóre szczepy nie wykazują wzrostu. Niektóre szczepy wytrzymują stężenie do 10% NaCl, wysoką zawartość glukozy i 1% kwas octowy, wrażliwe są na cykloheksymid. Wytrzymuje temperaturę do 40 oC, niektóre szczepy do 45oC.